# Славка Ранковић
Ладислава Славка Ранковић (рођ. Бецеле; Заград, код Новог Места, 25. мај 1920 — Београд, септембар 2008) била је доктор економских наука, учесница Народноослободилачке борбе, професор Економског факултета и супруга потпредседника СФРЈ Александра Ранковића.

## Биографија
Рођена је 25. маја 1920. године у селу Заград, код Новог Места. Основну школу и гимназију завршила је у Новом Месту, а пред почетак Другог светског рата у Југославији започела је студије на Економској школи у Љубљани.
Након окупације Краљевине Југославије, 1941. прекинула је студије и вратила се у родно место. Као чланица Соколског друштва, заједно са два брата и сестром, приступила је Народноослободилачком покрету (НОП). У јесен 1942, у току велике италијанске офанзиве против партизана, погинула јој је две године старија сестра Мери, а родитељи стрељани. Почетком марта 1943. погинуо јој је и две године млађи брат Виктор. До пролећа 1944. налазила се у Трећој словеначкој бригади „Иван Цанкар”, а онда је упућена у ослобођени Дрвар на Други конгрес Уједињеног савеза антифашистичке омладине Југославије (УСАОЈ). У Дрвару је задржана у Врховном штабу НОВ и ПОЈ на пословима у Одељењу за везе, којим је руководила Бранка Савић, супруга Павла Савића.
Заједно са осталим члановима Врховног штаба, затекла се у Титовој пећини, у току немачког десанта, 25. маја 1944. године. Потом је са члановима Врховног штаба отишла на Купрешко поље, одакле су совјетским авионом пребачени у Бари, одакле су прешли на острво Вис, где су остали до јесени 1944, када су прешли у ослобођену Србију.

### Послератни период
После ослобођења Југославије, 1945. радила је у административном апарату Централног комитета Комунистичке партије Југославије, као секретар организационог секретара ЦК КПЈ Александра Ранковића. Потом је наставила студије економије на Економском факултету у Београду, који је завршила 1954, а 1962. одбранила је докторску дисертацију са темом Основни друштвено-економски проблеми ефективности увођења нове технике у социјалистичкој привреди.
Најпре је радила, као руководилац вежби на Вишој економско-комерцијалној школи и као асистент на Економском одељењу Института друштвених наука у Београду. Године 1960. изабрана је за асистента, 1962. за доцента и 1968. најпре за ванредног, а потом и за редовног професора Економског факултета у Београду. Након Брионског пленума још пар година је радила у струци али је из политичких разлога удаљена са факултета и искључена из Савеза комуниста Југославије 4. октобра 1973. године. Објавила је неколико књига из области економије.
Јуна 1947. удала се за Александра Ранковића, тада високог партијског и државног функционера, а кумови на венчању су им били — Крсто Попивода и Борис Зихерл. У браку са Ранковићем априла 1949. добила је сина Слободана.
Преминула је у Београду, септембра 2008. године. Сахрањена је поред супруга, у Алеји народних хероја на Новом гробљу у Београду.
Године 1998. објавила је књигу Живот уз Леку — сећања, која је 2002. преведена на словеначки језик.
Носилац је Партизанске споменице 1941. и других југословенских одликовања, међу којима је Орден рада са црвеном заставом.